# فرز انگشتی

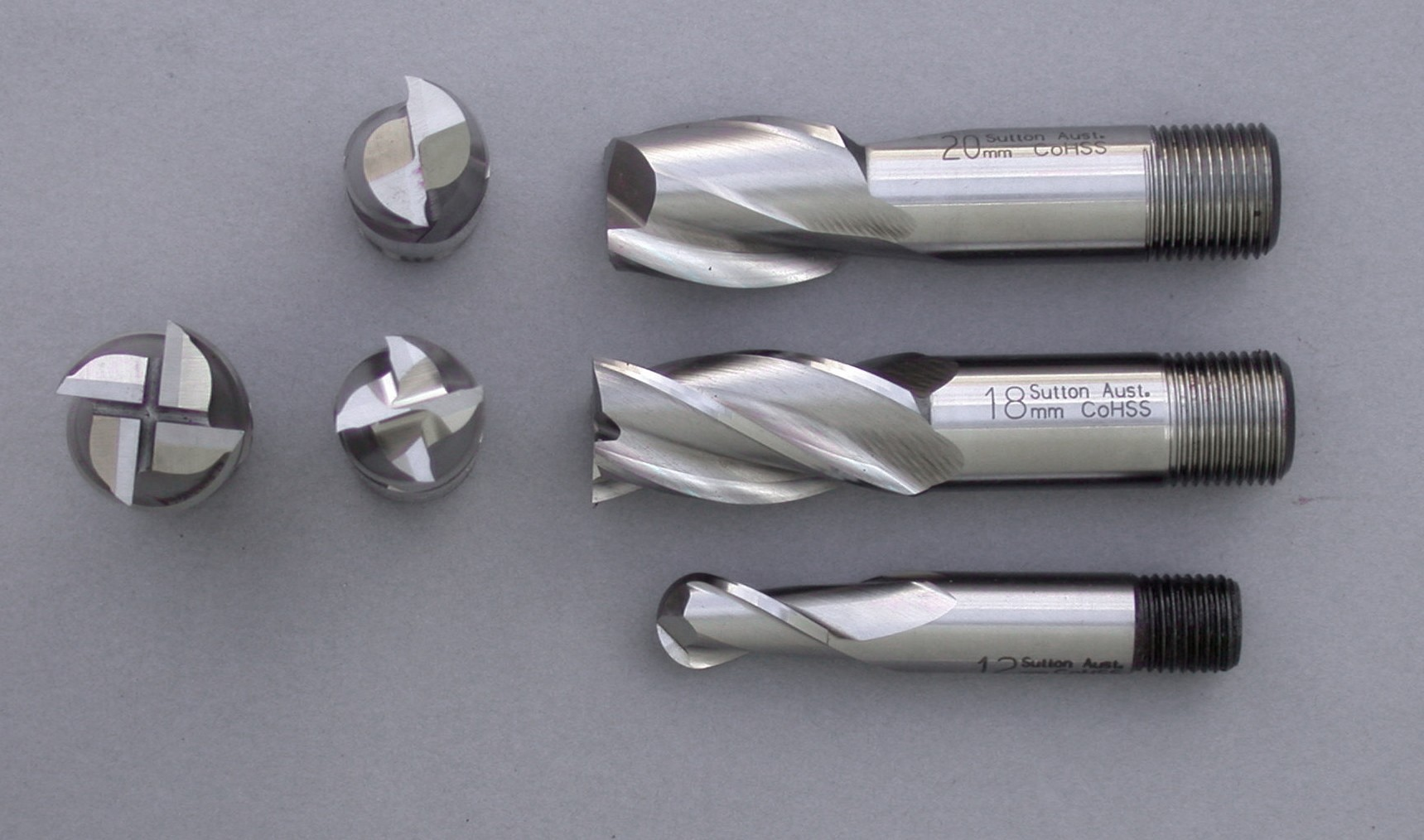
چندین نوع فرز انگشتی

فرز انگشتی نوعی فرز برش است، ابزار برشی که در دستگاه های فرز صنعتی استفاده می شود. پیکربندی انتهایی آنها می تواند به چندین شکل متفاوت باشد: چند نوع محبوب آنها گرد (توپ)، مخروطی یا مستقیم هستند. آنها بیشتر در "ماشین های فرز" استفاده می شوند به گونه ای که یک قطعه از ماده را به سمت فرز انگشتی هدایت می‌کنند تا تراشه های زائذ ایجاد شده (چیپس ها) را جدا کند و اندازه یا شکل دلخواه ایجاد شود. این ابزار در کاربرد، هندسه و ساخت با  مته تمایز دارد. در حالی که بیشتر فرزها می توانند در جهت شعاعی برش دهند؛ یک مته فقط می تواند در جهت محوری برش دهد. همه فرزها نمی توانند به صورت محوری برش دهند. آنهایی که برای برش محوری طراحی شده اند به عنوان فرز انگشتی شناخته می شوند.
فرز انگشتی در کاربردهای مختلف فرز مانند فرز پروفیل، فرز ردیاب، فرز چهره و فرزکاری عمق استفاده می شود.

## انواع
چندین دسته گسترده از ابزارهای فرز انگشتی و سطحی وجود دارد، مانند: برش مرکزی در مقابل برش غیر مرکزی (این که آیا آسیاب می تواند برش های عمیق انجام دهد). طبقه بندی بر اساس تعداد شیار. بر اساس زاویه مارپیچ؛ بر اساس ماده سازنده؛ و بر اساس مواد پوشاننده. هر دسته ممکن است بر اساس کاربردی خاص و یا نوع هندسه خاص به دسته های بیشتری تقسیم شود.
یک زاویه مارپیچ بسیار محبوب، به ویژه برای برش عمومی مواد فلزی، زاویه 30 درجه است. برای فرز انگشتی تکمیلی (نورد تکمیلی)، یه طور معمول مارپیچ آن محکم تر، با زوایای مارپیچ 45 درجه یا 60 درجه است. فرز انگشتی با شیار مستقیم (زاویه مارپیچ 0 درجه) در کاربردهای خاص مانند آسیاب پلاستیک یا کامپوزیت های اپوکسی و شیشه استفاده می شود. از نظر تاریخی برای برش فلزاتفرز انگشتی با شیار مستقیم قبل از فرز انگشتی با شیار مارپیچی توسط کارل A. برگستروم از شرکت ابزار Weldon در سال 1918 استفاده می شد.
فرز های انگشتی وجود دارند که دارای شیار مارپیچ متغیر یا زاویه مارپیچ شبه تصادفی و هندسه فلوت ناپیوسته هستند تا به شکستن مواد به قطعات کوچکتر در حین برش کمک کنند (بهبود تخلیه تراشه و کاهش خطر گیر کردن) و درگیری ابزار در برش های بزرگ را کاهش دهند. برخی از طرح های مدرن نیز شامل ویژگی های کوچکی مانند پخ گوشه و چیپس شکن هستند. به دلیل طراحی و فرآیند ساخت پیچیده تر، در حالی که گران تر هستند، این مدل  فرزهای انگشتی چون باعث سایش کمتر و بهبود بهره وری در کاربردهای ماشینکاری با سرعت بالا (HSM) میشوند عمر طولانی تری دارند .
استفاده از ابزارهای نوک  به صرفه تر بجای فرزهای تیپ سنتی به طور افزایشی رایج گشته (که اگرچه در ابتدا گران تر هستند، اما زمان تعویض ابزار را کاهش داده و به جای تعویض کل ابزار، امکان جایگزینی آسان لبه های فرسوده یا شکسته ابزار برش را میدهد ). یکی دیگر از مزایای فرز های انگشتی قابل نمایش یا در اصطلاح رایج آن مته کازور (اصطلاح دیگری برای ابزارهای دارای درج) توانایی آنها در قابل استفاده بودن بر روی مواد گوناگونی است که می توانند روی آن کار کنند، به جای اینکه به طور خاص برای نوع خاصی از مواد مانند فرز های انگشتی سنتی تر ساخته و استفاده شوند. با این حال، در حال حاضر، به طور کلی فقط برای فرز های انگشتی با قطر بزرگتر، مانند 3/4 اینچ یا بیشتر اعمال می شود. این مدل فرزهای انگشتی عموماً برای عملیات خشن‌کاری استفاده می‌شوند، در حالی که فرزهای انگشتی سنتی هنوز برای تکمیل و کار در جایی که قطر کمتر یا تحمل کمتری لازم است استفاده می‌شوند. ابزار مدولار حاشیه های بیشتری از خطا را معرفی می کند که می تواند با هر جزء جدید ترکیب شود، در حالی که یک ابزار جامد می تواند محدوده تحمل کمتری را برای همان سطح قیمت فراهم کند.
فرز انگشتی در دو قطر ساقه و برش اینچی و متریک به فروش میرسند. در ایالات متحده آمریکا، متریک به آسانی در دسترس عموم هست، اما این وسیله فقط در تعدادی از مغازه های ابزار الات مورد استفاده قرار میگیرد و در برخی دیگر استفاده نمی‌شود. در کانادا، به دلیل نزدیکی این کشور به ایالات متحده، تقریباً همین امر صادق است. در آسیا و اروپا، قطرهای متریک استاندارد هستند.

## هندسه
از انواع بیت های ابزار ممکن است که انواع شیارها، شکاف ها و جیب ها در قطعه ی کار ،ساخته و تولید شوند. انواع متداول نوک ابزارهای مورد استفاده شامل: فرز های انگشتی مربعی، فرز های انگشتی توپ، برش های تی  و فرزهای پوسته ای هستند. فرز های انگشتی مربعی قابلیت این را دارند تا شکاف ها، جیب ها و لبه های مربعی را آسیاب بکنند. و فرز های انگشتی توپ، شکاف ها یا فیلت های شعاعی را فرز کاری می کنند. برش‌های اسلات T نیز دقیقاً همان کار نامشان را انجام میدهند، یعنی شکاف‌های T شکل را برش میدهند. فرز های انگشتی پوسته، برای سطح های صاف بزرگ و برای برش های زاویه ای استفاده می شود. از این نوع ابزار انواع مختلفی وجود دارد.
4 زاویه مهم برای هر ابزار برش وجود دارد که شامل: زاویه لبه برش انتها، زاویه آزاد محوری، زاویه آزاد شعاعی و زاویه براده شعاعی میشود.
بسته به مواد و چیزی که فرز می شود و اینکه چه کاری لازم است که انجام داده شود، انواع مختلفی از ابزار و هندسه  ممکن است که مورد استفاده قرار گیرد. به عنوان مثال، هنگام فرز کاری ماده ای مثلآلومینیوم ، احتمال زیاد استفاده از ابزاری با شیار های بسیار عمیق و صیقلی، لبه برش بسیار تیز و زوایای براده بالا مفید و اثرگذار باشد. با این وجود، هنگام ماشین کاری مواد سختی مثل فولاد ضد زنگ ، فلوت هایی (شیارهایی) با عمق کم  و لبه برش مربعی، حذف مواد و عمر ابزار را بهینه می کند.
برای تولید و ساخت ابزارهای برش از مواد مختلفی استفاده می شود. درج های کاربید رایج ترین آنها هستند زیرا برای فرزکاری با تولید بالا خوب و مناسب هستند. فولاد با سرعت بالا معمولاً زمانی استفاده می شود که به شکل ابزار خاصی احتیاج باشد، و معمولاً برای فرآیندهای تولید بالا مورد استفاده قرار نمیگیرد. درج سرامیک معمولاً در ماشینکاری با سرعت بالا  و با تولید بالا استفاده می شود. درج الماس به طور معمول برای محصولاتی و وسایلی استفاده می‌شود که به تحمل‌های محکمی احتیاج دارند که معمولاً از کیفیت سطح بالایی (مواد غیر آهنی یا غیر فلزی) تشکیل شده‌اند.

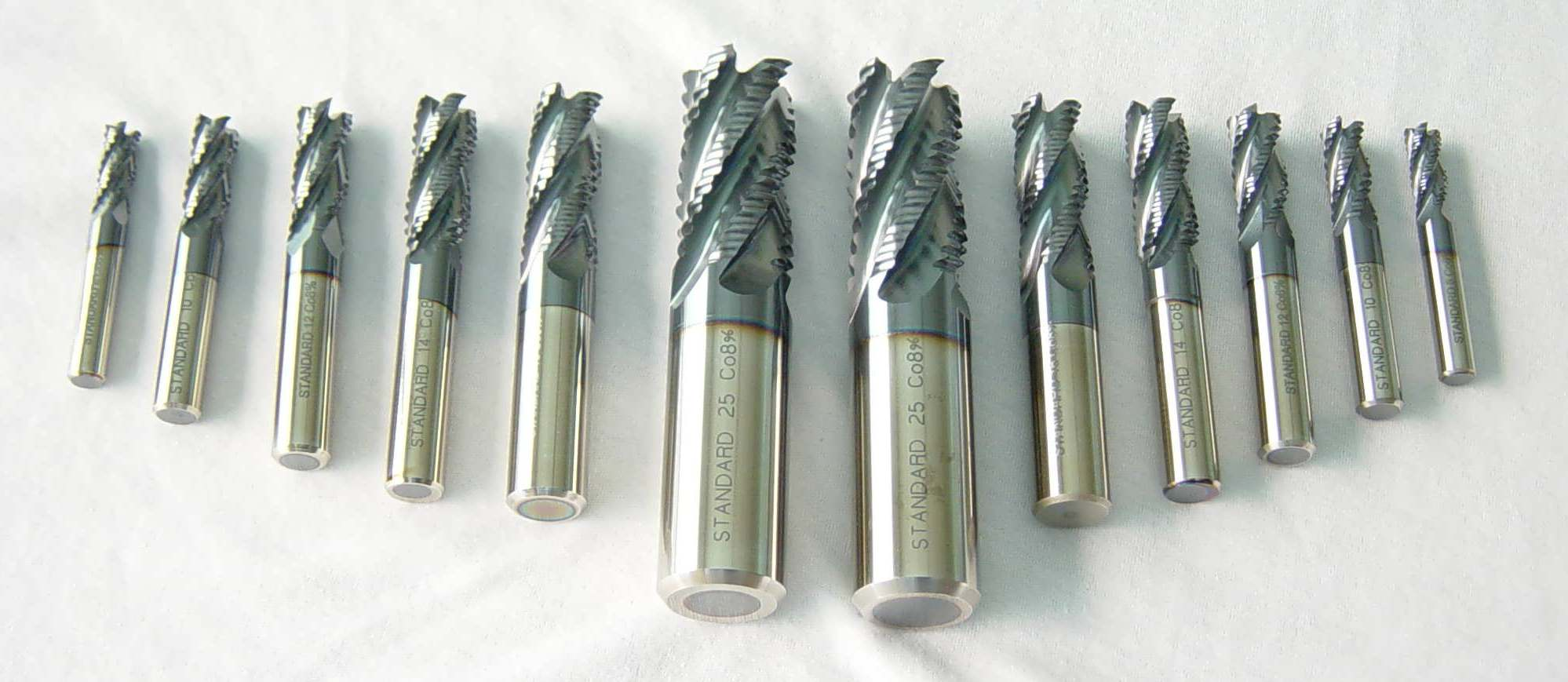
فرز انگشتی با پوشش نیترید تیتانیوم آلومینیوم (AlTiN) که با استفاده از روش رسوب گذاری قوس کاتدی پوشش داده شده اند.

در اوایل دهه نود، استفاده از پوشش ها رایج تر و معمول تر گردید. پوشش ها می توانند مزایای مختلفی داشته باشند، از جمله، مقاومت در برابر سایش، کاهش اصطکاک برای کمک به تخلیه تراشه و افزایش مقاومت در برابر حرارت. اکثریت این پوشش ها با ترکیب شیمیایی آنها شناخته می شوند.
| پوشش                       | ظاهر                      | ملاحظات |
| -------------------------- | ------------------------- | --- |
| TiN                        | طلای زرد                  | یک پوشش اولیه که از کاربرد گسترده در آسیاب های انتهایی خارج شده است. هنوز در مته ها کاربرد گسترده ای دارد. |
| TiCN                       | خاکستری مایل به آبی       | |
| TiAlN و AlTiN              | خاکستری تیره یا بنفش تیره | یک پوشش بسیار محبوب.                                                                                       |
| TiAlCrN، AlTiCrN و AlCrTiN | خاکستری مایل به آبی       | یک پوشش PVD                                                                                                |

هرچند رگه‌های PCD یک پوشش نیستند، بعضی از فرز انگشتی ها با رگه‌ای از الماس پلی کریستالی تولید و ساخته می‌شوند. رگه در یک فضا با دمای بالا و فشار بالا تشکیل و ساخته می شود. رگه به صورت خالی شکل می گیرد و سپس مواد در امتداد رگه آسیاب می شود تا لبه برش را شکل دهد. با آنکه این ابزارها می توانند بسیار پرهزینه و گران باشند، اما همچنان قابلیت این را دارند تا چندین برابر بیشتر از دیگر ابزار ها کار کنند.
با این وجود، پیشرفت‌ها و توسعه هایی در پوشش‌های فرز انگشتی انجام می‌شود، با پوشش‌هایی مثل الماس آمورف و پوشش‌های نانوکامپوزیت PVD که در مغازه‌های گران‌قیمت (از سال 2004) دیده می‌شوند.
اگرچه پوشش‌ها دارای رنگ معمولی هستند، تولیدکنندگان و سازندگان احتمال دارد که فرآیند پوشش را تغییر بدهند یا مواد افزودنی ای را برای تغییر ظاهر بدون اثرگذاشتن بر روی عملکرد به عنوان بخشی از برند خود اضافه کنند. آبی روشن، قرمز و فیروزه ای از جمله رنگ های "غیر طبیعی" میباشند.
فرز انگشتی ها  بیشتر بر روی ماشین‌های ابزار CNC (کنترل عددی کامپیوتری) و ماشین‌های آسیاب برش (سنگ زنی) تحت روان‌کننده‌های فشار بالا مانند آب، روغن محلول در آب و روغن با نقطه اشتعال بالا ساخته و تولید می‌شوند. سنگ زنی در داخل دستگاه با چرخ های ساینده نصب گردیده بر روی یک دوک (و در برخی موارد، چند تا دوک) صورت میگیرد. بسته به این مسئله که چه ماده ای قرار است سنگ زنی شود، این چرخ ها با موادی مانند الماس صنعتی (هنگام سنگ زنی کاربید تنگستن )، نیترید بور مکعبی (هنگام سنگ زنی فولاد کبالت) و سایر دیگر مواد (هنگام سنگ زنی، برای مثال، سرامیک)، ساخته و تولید می گردند. (گاهی اوقات نیز مس).

## انواع شیار
Single: برای از بین بردن بسیاری از مواد با سرعت بسیار بالا استفاده می شود. به طور سنتی در عملیات خشن مورد استفاده قرار میگیرد. 
2 فلوت (شیار): اجازه می دهد تا تراشه های بیشتری از قطعه کار جدا شوند. ابتدا در عملیات های شکاف و پاکت در مواد غیر آهنی استفاده می شده است.
3 فلوت(شیار): مانند فرز انگشتی 2 فلوت میباشد اما میشود از آن برای برش مواد آهنی و غیر آهنی استفاده کرد.
4+ فلوت(شیار): طراحی شده است تا با نرخ تغذیه سریعتر اجرا بشود، اما به علت دارا بودن فلوت های بیشتر باعث ایجاد مشکلاتی در حذف تراشه می شود.

## عملیات
خشن کاری: مقصود این است که یک تکه بزرگ از مواد از قطعات کار خارج شود ، بعضی اوقات هم برای خلاص شدن از موادی که اضافی هستند، و برای نزدیکتر شدن به شکل نهایی استفاده میشود.  در کل تلاش می کند تا به شکل نهایی نزدیک شود. به طور سنتی این اولین عملیات عمده در فرآیند ماشینکاری است.
Contouring/Profiling: این فرآیندی است که برای فرز کاری سطوح مختلف مانند سطوح صاف و تخت یا نامنظم استفاده می شود. این نوع فرآیند را می توان در مرحله خشن کاری یا تکمیل عملیات نهایی انجام داد. 
Facing: عملیاتی است که به منظور نردیک کردن قطعه به ابعاد مشخص مورد استفاده قرار میگیرد. facing را میتوان با استفاده از فرز انگشتی یا فرز کف تراش مخصوص انجام داد.   
Pocketing/Slotting: این مراحل به منظوره ساختن و تولید یک جیب در داخل قطعه میباشد. یک جیب بسته به مشخصات ممکن است کم عمق یا عمیق باشد. 

## جستار های وابسته
- برش (برش)
- فرز جیبی CNC
- فرزکاری
- طرح نگار یونی